# Губернатор Брянской области
Губерна́тор Бря́нской о́бласти — высшее должностное лицо Брянской области. Возглавляет правительство Брянской области — высший исполнительный орган государственной власти области.

Расположение Брянской области в составе Российской Федерации

## История

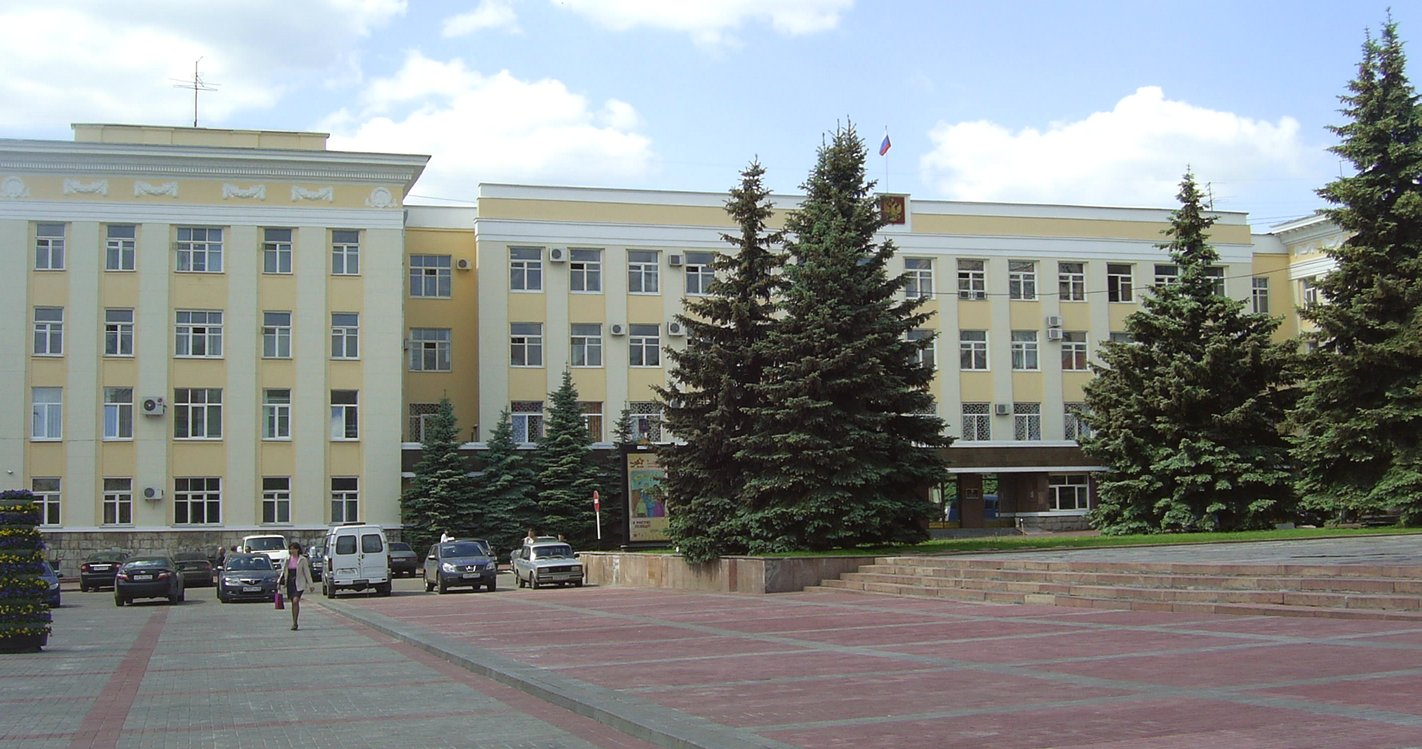
Резиденция губернатора — здание областной администрации в Брянске (бывший «Дом Советов»).

С момента образования в 1944 году Брянской области и до весны 1990 года ведущую роль в её руководстве занимал Брянский областной комитет КПСС. С 1984 по август 1991 года первым секретарём Брянского обкома КПСС был Анатолий Войстроченко.
В 1990 году произошло резкое снижение влияния однопартийной системы в связи с отменой 14 марта 1990 года шестой статьи советской конституции, которая определяла «руководящую и направляющую роль» КПСС. Российские регионы фактически начали развиваться по модели «парламентской республики». Как результат, первым лицом в регионе стал председатель регионального совета. Большинство руководителей региональных партийных комитетов стремились избраться на пост председателя регионального совета и совмещать обе должности. Так произошло и в Брянской области — в марте 1990 Анатолий Войстроченко возглавил и областной Совет народных депутатов.
21 августа 1991 года во время августовского путча председатель облсовета объявил по радио, что остается верным Конституции России. Президиум облсовета принял обращение к населению области, в котором говорилось, что на территории Брянщины продолжают действовать законно избранные органы.
Тем же вечером на главной площади Брянска состоялся митинг в поддержку Бориса Ельцина и России. 24 августа вышло распоряжение председателя облсовета Виталия Польского о приостановлении деятельности комитетов компартии на территории Брянской области.
На начальном этапе постсоветской истории предполагалось, что выборность региональных руководителей будет вводиться во всех регионах. В августе 1991 года президент России Борис Ельцин обещал скорейшее проведение выборов. На переходный период, однако, был создан новый институт — назначаемого президентом главы региональной администрации (под администрацией понимается орган региональной исполнительной власти). 5 октября 1991 года Борис Ельцин назначил своим представителем в Брянской области Владимира Барабанова. А через два месяца, 14 декабря 1991, назначил его уже исполняющим обязанности главы администрации Брянской области. Полномочия исполкома облсовета и его председателя были прекращены.
Барабанов с первых шагов не был принят местной элитой, большинство которой составляли бывшие партийные работники. «Все политические организации области относились к Барабанову отрицательно (в октябре 1991 года его назначение на пост главы администрации поддержали только „Демократическая Россия“ и Демократическая партия России. Однако уже к январю 1992 года они изменили своё мнение». 22 января 1992 года указом президента Владимир Барабанов был назначен главой администрации Брянской области.
В декабре 1992 года облсовет назначил первые губернаторские выборы на 11 апреля 1993 года. На выборах в апреле 1993 года Барабанов боролся с представителем коммунистов Юрием Лодкиным. Барабанов не смог сохранить единство своей команды, и двое его заместителей приняли участие в выборах, несмотря на угрозы со стороны начальника об увольнении. В первом туре Барабанов набрал 33 % голосов (Ю. Лодкин — 29 %) и вышел во второй. Во втором туре с результатом 44 % он проиграл Лодкину, набравшему при помощи левых сил 51 %.

## Избрание и вступление в должность
Губернатор избирается жителями Брянской области на основе всеобщего равного и прямого избирательного права при тайном голосовании. Порядок избрания устанавливается федеральным законом и Уставом Брянской области.
Выборы проводились в 1993, 1996, 2000, 2004 годах. В 1991, 1992, 1993, 1995 и 1996 годах губернатор Брянской области был прямо назначен президентом России, а в 2007 — выбран президентом России и утверждён в должности областной думой. Вновь прямые выборы губернатора состоялись в единый день голосования 14 октября 2012 года. В 2014 году избранный губернатор был досрочно отстранён президентом России, а вместо него был назначен временно исполняющий обязанности губернатора. Следующие выборы губернатора должны состояться в единый день голосования 13 сентября 2015 года.

## Список губернаторов

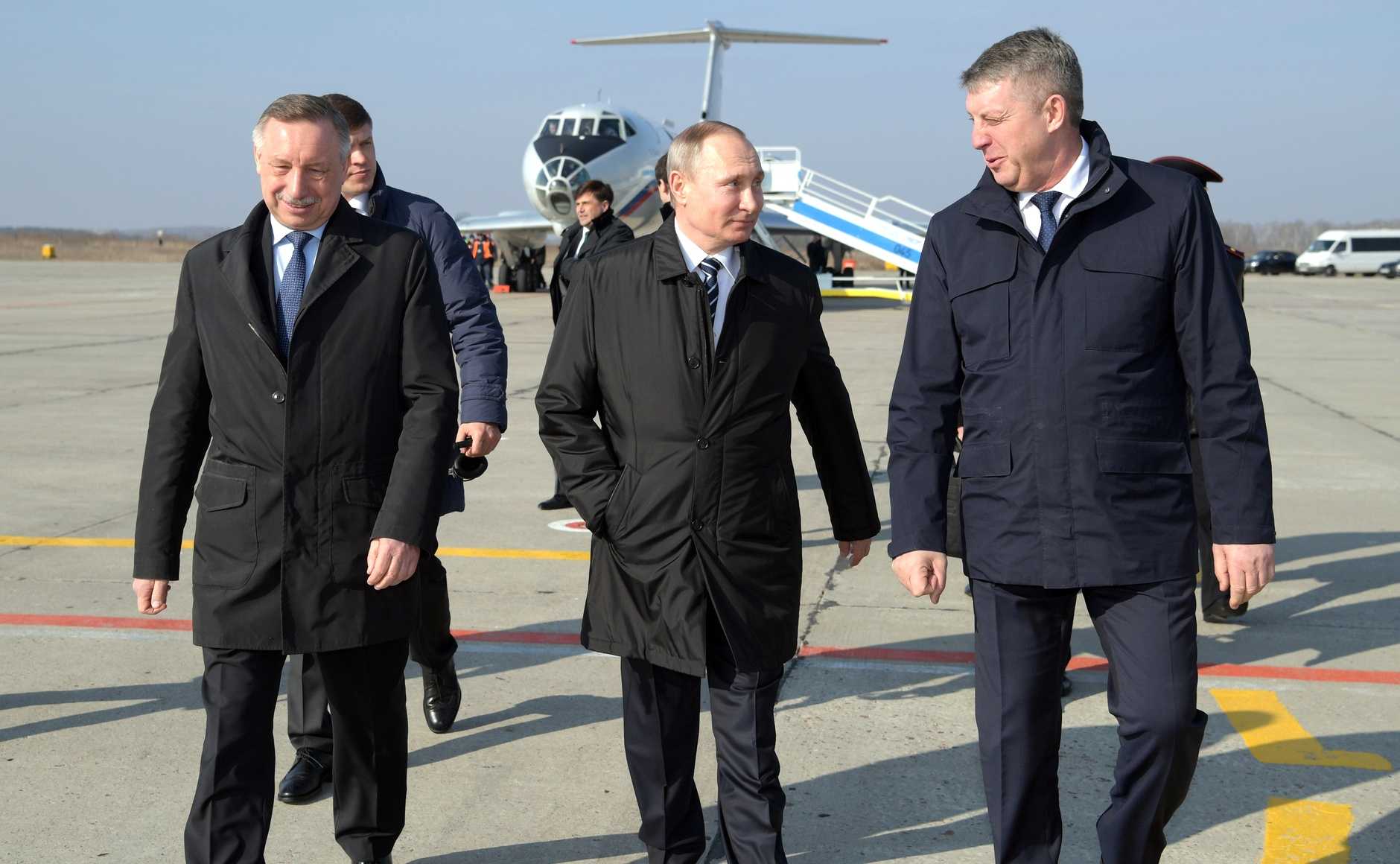
Представитель президента в ЦФО Александр Беглов, президент Владимир Путин и губернатор Брянской области Александр Богомаз. Брянск, 2017 год

1. Владимир Александрович Барабанов (14 декабря 1991 — 26 апреля 1993)
2. Юрий Евгеньевич Лодкин (26 апреля — 25 сентября 1993)
3. Владимир Александрович Карпов (25 сентября 1993 — 16 августа 1995)
4. Владимир Александрович Барабанов (16 августа 1995 — 29 мая 1996)
5. Александр Михайлович Семернёв (19 июня — 28 декабря 1996)
6. Юрий Евгеньевич Лодкин (28 декабря 1996 — 28 декабря 2004)
7. Николай Васильевич Денин (28 декабря 2004 — 9 сентября 2014)
8. Александр Васильевич Богомаз (с 9 сентября 2014)